# 大四家子镇 (彰武县)
大四家子乡，是中华人民共和国辽宁省阜新市彰武县下辖的一个乡镇级行政单位。

## 行政区划
大四家子乡下辖以下地区：
扎兰营子村、夕明村、东梁村、大四家子村、胜利村和宫家村。